# Дональд, Мерлин
Мерлин Вилфред Дональд (р.17 ноября 1939) — канадский психолог, специалист в области когнитивистики, теоретик культуры, деятель образования.
Дональд известен благодаря монографии «Истоки современного сознания» (Origins of the Modern Mind, 1991), в которой он описывает трехступенчатую эволюцию человеческой способности к использованию символов. Три ступени развития этой способности определяют три этапа развития человеческой культуры, а также три соответственных исторических типа культур:
- миметическая культура: базовый этап эволюции человека, на котором выработалась способность к имитации, применимая в ритуалах и ремёслах. Дональд выступил с гипотезой, что этот этап существовал до развития вербальной коммуникации, способствуя увеличению объема мозга и сложности форм социальной жизни.[1]
- мифологическая культура: этап развития речи и систематического использования символов
- технологическая культура: этап развития письменности и других способов хранения человеческого знания